# إريك أوين موس
أريك أوين موس (بالإنجليزية: Eric Owen Moss)‏، معماري من مواليد عام 1943 بلوس أنجلوس، كاليفورنيا.
أريك من المعماريين الأميريكيين المميزيين نشأ وتربى بكاليفورنيا، ثم حصل على بكالريوس في الفنون من جامعة كاليفورنيا بلوس أنجلوس عام 1965. واصل أيريك دراستة ليحصل على درجة الماجستير في التصميم البيئي عام 1968 من جامعة بيركيلي، في العام 1972 حصل أريك على درجة الماجستير الثانية له من جامعة هارفارد.
يشغل إيريك حالياً منصب مدير معهد جنوب كاليفورنيا للعمارة.

## وصلات خارجية
- مقابلة مع أريك أوين موس
- بيبلوغرافيا
- مقابلة شخصية مع أريك
- مقابلة شخصية أجراها مع نيويورك تايمز
- مقال عن مبني مركز مارينيسكي الثقافي
- مكتب أريك أوين موس المعماري